# 모차르트 광장

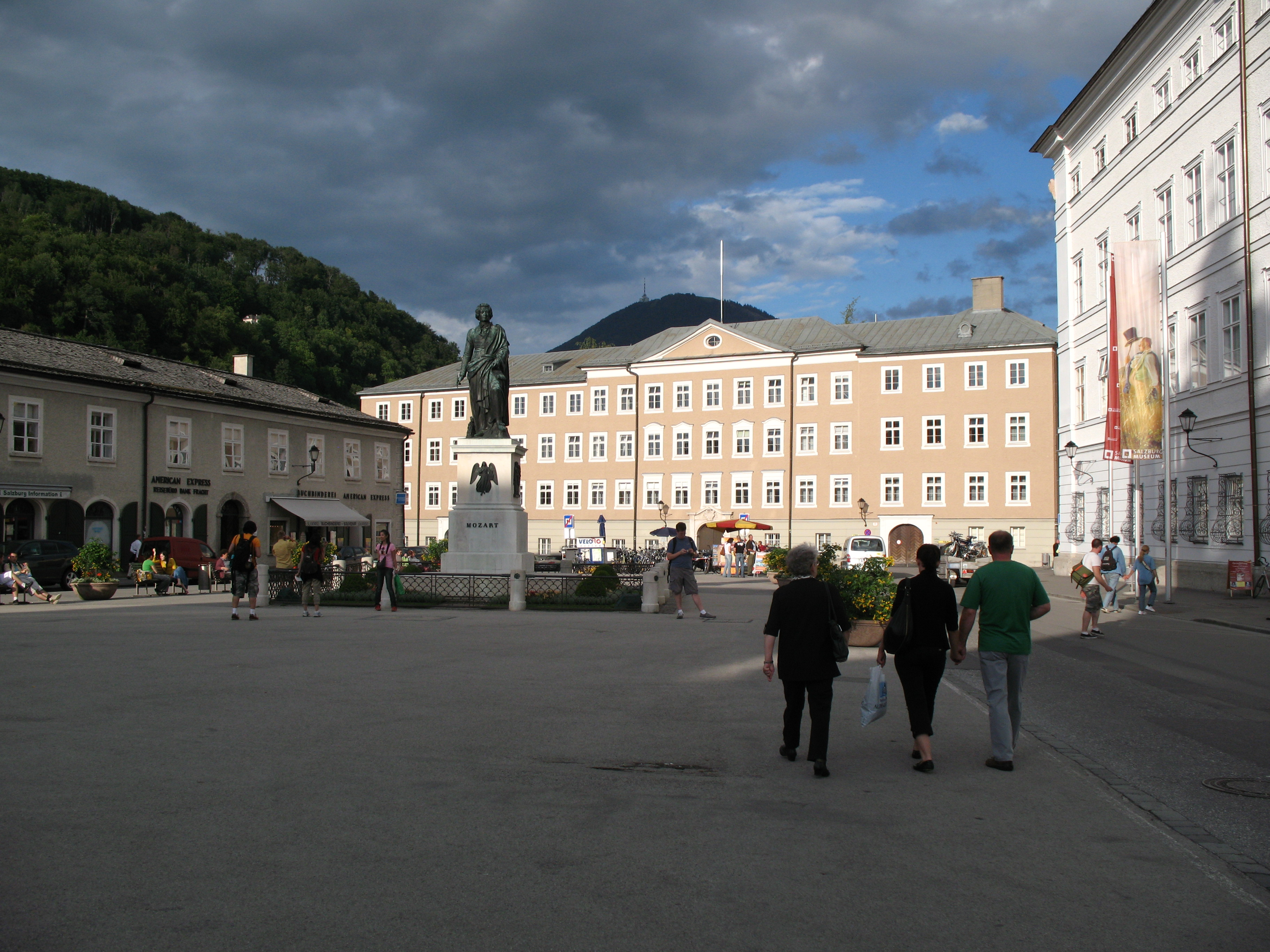
모차르트 광장

모차르트 광장(독일어: Mozartplatz)은 오스트리아 잘츠부르크에 위치한 광장이다. 광장 중앙에는 모차르트 동상이 있다.